# Universitatea Pontificală Comillas
Universitatea Pontificală Comillas (Spaniolă: Universidad Pontificia Comillas) este o universitate privată situată în Madrid, Spania. Este o universitate catolică condusă de Ordinul Iezuit.
Universitatea se află pe locul 5 în topul celor mai bune școli de drept din Spania, într-un clasament realizat de ziarul național, El Mundo, pe locul 4 în cele mai bune școli de inginerie industrială, și pe locul 3 în cele mai bune școli de asistență socială.
Universitatea este implicată într-o serie de programe academice de schimb, sisteme de practici de lucru și proiecte internaționale, cu peste 200 de instituții de învățământ superior din Europa, America Latină, America de Nord și Asia.

## Istoric
Papa Leon al XIII-lea a fondat Seminarul Sf. Anton de Padova în 1890, în orașul Comilla, Cantabria, ca răspuns la eforturile depuse de Marchizul de Comillas pentru a construi o instituție pentru educarea candidaților locali la preoție. La momentul înființării sale, seminarul a fost încredințat Ordinului Iezuit. În 1904 seminarul a fost ridicat la statutul de universitate pontificală, când papa Pius al X-lea a acordat școlii puterea de a conferi grade academice în teologie, filosofie și drept canonic.
În 1969 universitatea a fost mutată în Madrid, astfel ușile acesteia s-au deschis unei game mai largi de studenți.
În 1978 iezuiții au încorporat în universitatea lor din Madrid instituția de învățământ superior ICAI-ICADE, entitatea rezultată din fuziunea în 1960 a ICAI și ICADE, două institute înființate în 1908 și respectiv 1956. Ele sunt astăzi Facultatea ICAI de Inginerie, Facultatea ICADE de Drept și Facultatea ICADE de Business și Economie.
Mai multe alte școli, cum ar fi Facultatea de asistență medicală San Juan de Dios, au fost incluse mai târziu, pentru a ajunge la structura actuală a șapte colegii și școli universitare:
- Facultad de Teología (Colegiul Teologic)
- Facultad de Derecho Canónico (Colegiul de drept canonic)
- Facultad de Ciencias Humanas y Sociales (Colegiul de Științe Umane și Sociale)
- Escuela Técnica Superior de Ingeniería ICAI (Facultatea ICAI de Inginerie)
- Facultad de Ciencias Económicas y Empresariales ICADE (Facultatea ICADE de Business și Economie)
- Facultad de Derecho ICADE (Facultatea ICADE de Drept)
- Escuela Universitaria de Enfermería y Fisioterapia "San Juan de Dios" (Facultatea de asistență medicală și fizioterapie San Juan de Dios)

În ultimii ani, noi centre și institute de studii și de cercetare au fost create (Institutul de Cercetare în Tehnologie, Institutul de liberalism și cercetarea Krausismului și a Francmasoneriei, Institutul Universitar de Studii, Institutul de Științe ale Educației, Institutul de Cercetare a Migrației, Institutul de Credință și Secularism, Centrul de inovare a dreptului, Institutul de limbi moderne, Institutul Universitar privind familia).